# Жамсоры
Жамсоры (дарг. Жамсури) — село в Левашинском районе Дагестана. Входит в состав Мекегинского сельсовета.

## География
Село находится на берегу реки Капрах, на расстоянии 1 км к югу от села Мекеги, центра сельсовета, и 13 км к юго-востоку от села Леваши, административного центра района.

## Население
| 1939 | 1970 | 1989 | 2002 | 2010 | 2021 |
| ---- | ---- | ---- | ---- | ---- | ---- |
| 64   | ↘21  | ↘6   | ↘0   | →0   | →0   |